# Parafia św. Brata Alberta w Różannie
Parafia Świętego Brata Alberta w Różannie – jedna z 12 parafii leżąca w granicach dekanatu trzemeszeńskiego. Erygowana w 1995 roku.

## Dokumenty
Księgi metrykalne:
- ochrzczonych od 1995 roku
- małżeństw od 1995 roku
- zmarłych od 1995 roku